# 31 бит
В компьютерной архитектуре — 31-разрядные целые числа, адреса памяти, или другие типы данных размером 31 бит. Тридцатиодноразрядные ЦПУ и АЛУ — архитектуры, основанные на регистрах и шинах данного размера.

## Описание
Компьютеры, разработанные для использования 31-битных слов, были не очень распространены. В 1983 компания IBM представила 31-разрядную адресацию в архитектуре мэйнфреймов System/370-XA как обновление 24-разрядного физического и виртуального и переходного 26-разрядного адресаций более ранних моделей. Это усовершенствование позволило адресным пространствам быть в 128 раз больше, позволяя программам обращаться к памяти выше 16 мегабайт. Поддержка была реализована в Кобол, Фортран и позже в Linux/390.

## Архитектура
В System/360, кроме 360/67 и более ранних архитектур System/370, регистры общего назначения имели ширину 32 бита, машина выполняла 32-битные арифметические операции, а адреса всегда сохранялись в 32-битных словах, поэтому архитектура считалась 32-разрядной, но машины игнорировали 8-разрядные адреса, что приводило к 24-разрядной адресации. С расширением XA для адресации игнорировался только старший бит (бит 0) в слове. Исключением является то, что в инструкциях по переключению режимов также используется бит 0.